# Ernst Günther Schenck
Ernst Günther Schenck (* 3. August 1904 in Marburg; † 21. Dezember 1998 in Aachen) war ein deutscher Arzt, der während des Dritten Reiches zahlreiche Funktionen in Wehrmacht und SS, etwa als Ernährungsinspektor, bekleidete, zuletzt als Obersturmbannführer. Durch seine Arbeit in einem Notlazarett in der ehemaligen Reichskanzlei während der letzten Kriegstage kam es zur Begegnung mit Adolf Hitler, den er hinsichtlich des beabsichtigten Suizids beriet, weswegen unter anderem Joachim Fest und James P. O’Donnell Schencks Erinnerungen in ihren Publikationen verwerteten. Einem breiteren Publikum wurde Schenck durch Bernd Eichingers Film Der Untergang (2004) bekannt, in dem er – porträtiert von Christian Berkel – als vernünftiger, mahnender Gegenpol zu bis zum Schluss fanatisierten Nazis dargestellt wird. Zwei Kritiker des Filmes sahen diese positive Darstellung als nur einen Teilaspekt der Persönlichkeit Schencks, da dieser als SS-Arzt „KZ-Versuche“ durchgeführt habe.

## Leben
Schenck, Sohn des Privatdozenten Rudolf Schenck und Enkel des Lehrers Hermann Schenck, war nach einem Medizinstudium und seiner ärztlichen Approbation ab 1930 Assistenzarzt an der Heidelberger Ludolf-Krehl-Klinik. Von 1931 bis 1934 war er Oberassistent am Kaiser-Wilhelm-Institut für medizinische Forschung. Nach der Machtübergabe an die Nationalsozialisten trat er 1933 der SA bei. 1934 wurde er Oberarzt. 1937 trat er der NSDAP bei und wurde Mitglied in verschiedenen NS-Organisationen, wie dem NS-Ärztebund, dem NS-Dozentenbund (zu dessen Führungskreis er 1944 gehörte), der Deutschen Arbeitsfront, der Nationalsozialistischen Volkswohlfahrt und dem Reichsluftschutzbund. Im selben Jahr wurde er Referent im Hauptamt für Volksgesundheit der NSDAP-Reichsleitung. Ebenso wirkte er an der Organisation des „Kräutergartens“ mit, der dem KZ Dachau angeschlossen war. Im Juni 1939 gründete er zusammen mit Karl Kötschau die Gesellschaft für Naturgemäße Lebens- und Heilweise, die jedoch nur wenige Monate Bestand hatte. Noch 1939 wurde er Berater des Reichsgesundheitsführers Leonardo Conti. Seit 1940 war Schenck Ernährungsinspekteur der Waffen-SS. Nachdem er 1941 Chefarzt der Inneren Abteilung des Krankenhauses in München-Schwabing geworden war, erfolgte 1942 seine Ernennung zum außerplanmäßigen Professor. Als Mitarbeiter des SS-Wirtschafts- und Verwaltungshauptamts war er von 1943 bis 1944 verantwortlich für „Ernährungsversuche an Invaliden“ im KZ Mauthausen. In dieser Rolle behauptete er 1943: „Die Gemüse- und Kartoffelversorgung der KZ ist zum größten Teil ausgezeichnet.“ 1944 wurde er zum Ernährungsinspekteur der Wehrmacht und zum Oberstarzt befördert.
Am 2. Mai 1945 endete die Schlacht um Berlin und Schenck ergab sich sowjetischen Truppen. Er wurde am 21. Dezember 1949 von einem sowjetischen Gericht zum Tode verurteilt. Das Urteil wurde unmittelbar in eine 25-jährige Haftstrafe umgewandelt. Als Schenck 1955 freigelassen wurde und mit weiteren 596 Wehrmachtsangehörigen und Angehörigen der Waffen-SS als sogenannter Heimkehrer am 13. Dezember 1955 im Grenzdurchgangslager Friedland ankam, legte er als Wortführer den „Schwur von Friedland“ ab und versicherte, dass sie nur nach den Gesetzen des Krieges gehandelt hätten und weder geplündert, gemordet noch geschändet hätten. Tatsächlich handelte es sich um einen Meineid.
Nach seiner Rückkehr in die Bundesrepublik Deutschland arbeitete er in der pharmazeutischen Industrie, darunter auch bei Grünenthal. Ferner nahm er eine Tätigkeit als Wiedergutmachungsexperte für Hungerschäden beim Verband der Heimkehrer auf.

## KZ-Aktivität
Der Autor Stefan Reinecke bezog sich in der tageszeitung auf „Aussagen von Häftlingen in Dachau“, die mitteilten, dass auf einer Plantage (mit 200.000 Heilpflanzen) unter Federführung Schencks „1938 mehr als hundert an Entkräftung und Zwangsarbeit (starben)“. Weitere Häftlinge seien bei einem „Ernährungs- bzw. Hungerexperiment“ im Konzentrationslager Mauthausen gestorben. Christoph Kopke schrieb in der FAZ, dass Schenck „als Wissenschaftler einen Teil seiner Leistungen der Zwangsarbeit und dem Leid von KZ-Gefangenen verdankt“ und auch nach dem Krieg ein „Eingeständnis mindestens moralische[r] Schuld“ vermissen ließ. Der Vorwurf, „Menschenversuche“ durchgeführt zu haben, wird von keinem der Autoren erhoben. Kopke: „Wegen seiner KZ-Versuche versagte ihm das Bayerische Staatsministerium für Kultus und Unterricht, seine Professur an der Universität München wieder auszuüben, ein entsprechendes Strafermittlungsverfahren endete jedoch 1968 mit der Einstellung.“

## Publikationen (Auswahl)
- Zur Frage der Sonder- und Konzentratverpflegung der Waffen-SS, SS-Wirtschafts-Verwaltungshauptamt, Amtsgruppe B, Druck: Metten & Co, Berlin SW 61 (ohne Jahrgangsangabe).
- Grundlagen und Vorschriften für die Regelung der Krankenernährung im Kriege. Reichsgesundheitsverlag, Berlin u. a. 1940.
- Ich sah Berlin sterben. Als Arzt in der Reichskanzlei. Nicolaische Verlagsbuchhandlung, Herford 1970.
- unter dem Pseudonym Egon-Gernot Scherberg: Die Tablettenmacher, Nicolai, Berlin 1973, ISBN 3-87584-024-0.
- Patient Hitler. Eine medizinische Biographie. Droste, Düsseldorf 1989, ISBN 3-7700-0776-X.
- Nie mehr nach Hause? Als Wissenschaftler, Sträfling und Arzt 10 Jahre in sowjetischen Gefangenen-, Arbeits- und Besserungslagern. Bublies, Koblenz 1997, ISBN 3-926584-45-9.
- Prof. Dr. med. Theodor Gilbert Morell. Hitlers Leibarzt und seine Medikamente. Bublies, Schnellbach 1998, ISBN 3-926584-52-1.